# 2021年6月10日日食
2021年6月10日日食是一次日環食，發生於协调世界时2021年6月10日（俄羅斯遠東部分地區為6月11日，國際日期變更線東側部分海域為6月9日）。新月當天（即朔日），地球上觀測到月球和太阳的角距離極小，此時月球如果恰好在月球交點附近，穿過太阳和地球之間，與地球、太阳接近一直線，則會出現日食。月球穿過太阳和地球之間，但距地球較遠，本影未能接觸地表，而使偽本影覆蓋的區域內看到月球的角直徑小於太陽，就形成日環食，同時在偽本影兩側數千公里的半影範圍內形成日偏食。此次日環食經過了加拿大、格陵蘭、俄羅斯，日偏食則覆蓋了北美洲北部、歐洲大部分、亞洲中北部及周邊部分地區。

## 日食概況

### 出現區域
加拿大安大略省南部在日出時最先看到此次日環食，隨後月球偽本影向東北移動，在埃爾斯米爾島和格陵蘭之間的內爾斯海峽達到最大食分，此後偽本影逐漸轉向西北移動，並覆蓋北極點，經過北極點之後立即變為向西南移動並逐漸轉向東南，最終在日落時分結束於俄羅斯馬加丹州境內。
偽本影經過的陸地包括：
- 加拿大：從安大略省接觸地表後向東北移動，經過魁北克省西北部和努納武特地區東部；
- 格陵兰：阿萬納塔西北部和東北格陵蘭國家公園西北角；
- 俄羅斯：薩哈共和國東北部、楚科奇自治區西部、馬加丹州北部、堪察加邊疆區極西北角。[3][4]

除了上述狹窄的環食帶內能看到日環食之外，月球半影覆蓋範圍內都能看到日偏食，包括北美洲的美國東北部、加拿大除西南部外的大部分、整個格陵蘭、百慕大、聖皮埃爾和密克隆、美国阿拉斯加州北半部，亚速尔群岛、馬德拉群島、加那利群島，歐洲除南歐東半部和東歐南部以外的大部分，亞洲的中亞中北部、中國西北全境、西藏中北部、四川西北部、華北中北部、東北中西部、蒙古及西伯利亞除太平洋沿岸外的大部分。
月球在其軌道上自西向東轉動，發生日食時，月球在地球表面的陰影也大多自西向東移動，而從地球上看，太阳的西側先被月球遮掩，然後逐漸向東。但此次日食發生在北半球的夏季，地軸北端向太阳方向傾斜，月球偽本影經過了晨昏圈最北端附近的區域，因而在加拿大北部被偽本影覆蓋的環食帶內部分地區，以及其附近被半影覆蓋、看到日偏食的區域內，月影在地表自東向西移動，地面上看到的太阳東側最先被月球遮掩。大部分地區的日環食或日偏食發生在6月10日，俄羅斯東部處於極晝地區的日食則在6月10日子夜前不久開始，在6月11日凌晨結束，而阿拉斯加以北、國際日期變更線以東的北冰洋海域雖無陸地，但從地理位置決定的時區看，日食在6月9日子夜前不久開始，在6月10日凌晨結束。

此次日環食過程中月影在地表移動的動畫

### 基本參數
- 類型：日環食
- 食甚中心處（位於內爾斯海峽內）資料：
  - 時間：2021年6月10日10:41:56.4
  - 地點：80°48.9′N 66°46.8′W / 80.8150°N 66.7800°W
  - 食分：0.9435（環食帶內最大）
  - 偽本影寬度：526.8公里
  - 日環食持續時間：3分51.2秒
- 環食最長處資料：
  - 時間：2021年6月10日10:41:58
  - 地點：80°49′N 66°47′W / 80.817°N 66.783°W
  - 偽本影寬度：526.8公里
  - 日環食持續時間：3分51.2秒[6]

## 相關的日食

### 2018-2021年的日食
月球交替位於相對的月球交點時，以半個交點年（食年），即約177天又4小時間隔出現下列日食。
註：2018年2月15日和2018年8月11日的日偏食屬於上一組交點年系列。
| 日食列表  |           |           |           |           |           |           |           |           |           |           |           |
| 1997-2000 | 2000-2003 | 2004-2007 | 2008-2011 | 2011-2014 | 2015-2018 | 2018-2021 | 2022-2025 | 2026-2029 | 2029-2032 | 2033-2036 | 2036-2039 |

| 升交點                   | 升交點                   |                            | 降交點                  | 降交點 |
| 沙羅周期                 | 地圖                     | 沙羅周期                   | 地圖                    |        |
| 117 澳洲墨爾本的日偏食   | 2018年7月13日 偏食（南） | 122 俄羅斯納霍德卡的日偏食 | 2019年1月6日 偏食（北） |        |
| 127 智利拉塞雷納的日全食 | 2019年7月2日 全食        | 132 斯里蘭卡賈夫納的日環食 | 2019年12月26日 環食     |        |
| 137 臺灣嘉義的日環食     | 2020年6月21日 環食       | 142                        | 2020年12月14日 全食     |        |
| 147                      | 2021年6月10日 環食       | 152                        | 2021年12月4日 全食      |        |

### 沙羅周期
沙羅周期長度為18年11天。本次日食屬於沙羅周期147，共包含80次日食，依次為1624年10月12日至1985年5月19日的21次日偏食、2003年5月31日至2706年7月31日的40次日環食、2724年8月11日至3049年2月24日的19次日偏食，總共歷時1424.38年。本周期並無日全食。
下表列舉了1901年至2100年間發生的屬於該周期的11次日食，是第17至27次：
| 17            | 18            | 19            |
| ------------- | ------------- | ------------- |
| 1913年4月6日  | 1931年4月18日 | 1949年4月28日 |
| 20            | 21            | 22            |
| 1967年5月9日  | 1985年5月19日 | 2003年5月31日 |
| 23            | 24            | 25            |
| 2021年6月10日 | 2039年6月21日 | 2057年7月1日  |
| 26            | 27            |               |
| 2075年7月13日 | 2093年7月23日 |               |

## 資料來源
1. ↑  樊忠玉. . 中国天文科普网.   [2018-01-24]. （原始内容存档于2014-09-17）.
2. 1 2  Fred Espenak. . NASA Eclipse Web Site.   [2018-01-24]. （原始内容存档于2020-06-12）.（英文）
3. ↑  Fred Espenak. . NASA Eclipse Web Site.   [2018-01-24]. （原始内容存档于2020-12-31）.（英文）
4. ↑  Xavier M. Jubier. .   [2018-01-24]. （原始内容存档于2019-06-04）.（法文）（英文）
5. ↑  Fred Espenak. . NASA Eclipse Web Site.   [2018-01-24]. （原始内容存档于2019-01-18）.（英文）
6. ↑  Fred Espenak. . NASA Eclipse Web Site.   [2018-01-24]. （原始内容存档于2020-10-24）.（英文）
7. ↑  Fred Espenak. . NASA Eclipse Web Site.（英文）

## 外部連結
- NASA日食專頁（页面存档备份，存于）（英文）
- 可見區域圖和時間統計：由弗雷德·埃斯佩纳克做出的日食預報，NASA/GSFC
  - Google互動地圖呈現的日食範圍
  - 貝塞爾元素
- Google地圖顯示的日環食和日偏食範圍（页面存档备份，存于）（法文）（英文）

| \| \| 日食 \|                              |                              |                                           |
| 上一次日食： 2020年12月14日日食 （日全食） | 2021年6月10日日食 （日環食） | 下一次日食： 2021年12月4日日食 （日全食） |
| 上一次日環食： 2020年6月21日日食           | 2021年6月10日日食 （日環食） | 下一次日環食： 2023年10月14日日食         |
|                                            | 日食                         |                                           |